# Хуан Веласко Дамас
Хуан Веласко Дамас (ісп. Juan Velasco Damas; нар. 17 травня 1977, Дос-Ерманас) — іспанський футболіст, що грав на позиції правого захисника, зокрема за «Сельта Віго» і національну збірну Іспанії. По завершенні ігрової кар'єри — тренер.

## Клубна кар'єра
Народився 17 травня 1977 року в місті Дос-Ерманас. 1995 року дебютував за команду «Севілья Атлетіко», дубль «Севільї», а з наступного року почав залучатися до матчів головної команди севільського клубу. Відразу став гравцем основного складу і протягом двох з половиною сезонів взяв участь у 79 матчах чемпіонату.
Своєю грою за цю команду привернув увагу представників тренерського штабу клубу «Сельта Віго», до складу якого приєднався 1999 року. Відіграв за клуб з Віго наступні п'ять сезонів своєї ігрової кар'єри. Більшість часу, проведеного у складі «Сельти», був основним гравцем захисту команди, зокрема в сезоні 2002/03 допомігши їй посісти четверте місце у Ла-Лізі і вперше в історії кваліфікуватися до Ліги чемпіонів УЄФА. Утім вже наступний сезон «Сельта» відверто провалила, втративши місце у найвищому іспанському дивізіоні, і Веласко її залишив.
Його наступним клубом став мадридський «Атлетіко», кольори якого він захищав протягом двох сезонів. Згодом, після сезону, проведеного в «Еспаньйолі», опинився без клубу. У лютому 2008 року пройшов оглядини в англійському «Норвіч Сіті», з яким уклав тримісячний контракт, який згодом подовжено не було.
Завершував ігрову кар'єру у Греції, де протягом 2008—2010 років грав за «Пантракікос», а згодом останній у кар'єрі сезон 2010/11 відіграв за «Ларису».

## Виступи за збірну
На початку 2000 року дебютував в офіційних матчах у складі національної збірної Іспанії. Провівши ще декілька товариських зустрічей, влітку був включений до заявки іспанців на тогорічний чемпіонат Європи, що проходив у Бельгії та Нідерландах, утім в іграх континентальної першості на поле не виходив. У серпні того ж року провів свою п'яту і останню гру за національну команду.

## Кар'єра тренера
Розпочав тренерську кар'єру невдовзі по завершенні кар'єри гравця, 2013 року, очоливши команду дублерів клубу «Херес».
2016 року був запрошений до команди третього дивізіону Іспанії «Екстремадура», головним тренером якої був протягом 11 турів, в яких його підопічні здобули лише дві перемоги і дві нічиї.

## Титули і досягнення
Гравець
- Володар Кубка Інтертото (1):

«Сельта»: 2000
Тренер
- Володар Суперкубка Андорри (1):

«Інтер» (Ескальдес-Енгордань): 2022